# Informationsdienst Soziale Indikatoren
Der Informationsdienst Soziale Indikatoren (ISI) ist eine sozialwissenschaftliche Fachzeitschrift.

## Veröffentlichung
Der Informationsdienst Soziale Indikatoren wird von der Abteilung Dauerbeobachtung der Gesellschaft von GESIS herausgegeben. Er erscheint zweimal jährlich im Open Access. ISI-Beiträge erscheinen überwiegend auf Deutsch.

## Themen
Themen sind laut eigenen Angaben „Probleme und Tendenzen der Wohlfahrtsentwicklung sowie Trends des sozialen Wandels“ und „aktuelle[...] gesellschaftspolitische[...] Themen und Debatten“.

## Belege
1. ↑  GESIS - Leibniz-Institut für Sozialwissenschaften. Abgerufen am 17. Juli 2018.